# Успеновка (Костанайская область)
Успеновка (каз. Успенов) — село в Фёдоровском районе Костанайской области Казахстана. Входит в состав Воронежского сельского округа. Код КАТО — 396839400.

## География
Находится у автодороги М36, Е123, АН7 примерно в 20 км к юго-востоку от районного центра, села Фёдоровка, и примерно в 70 км северо-северо-западу от областного центра, города Костаная.
На западе находится озеро Минжасар, в 2 км к северу Байтемир, в 5 км к северо-востоку — Бикилек.

## Население
В 1999 году население села составляло 792 человека (403 мужчины и 389 женщин). По данным переписи 2009 года, в селе проживали 782 человека (387 мужчин и 395 женщин). По данным переписи 2021 года, в селе проживало 717 человек (356 мужчин и 361 женщина).

## Инфраструктура
В селе имеются одна школа на двух языках обучения, два магазина, ТОО «Алтын Жаз», ХПП.

## Известные уроженцы
- Корсунь, Матвей Михайлович (1901—1977) — советский военачальник, полковник.
- Твердохлеб, Нестер Максимович (1911—1981) — полный кавалер ордена Славы[4].